# 2 cm Flak 30
2 cm Flak 30 (Fliegerabwehrkanone 30) は、1934年にナチス・ドイツで採用された57口径20 mm 対空機関砲である。

## 概要

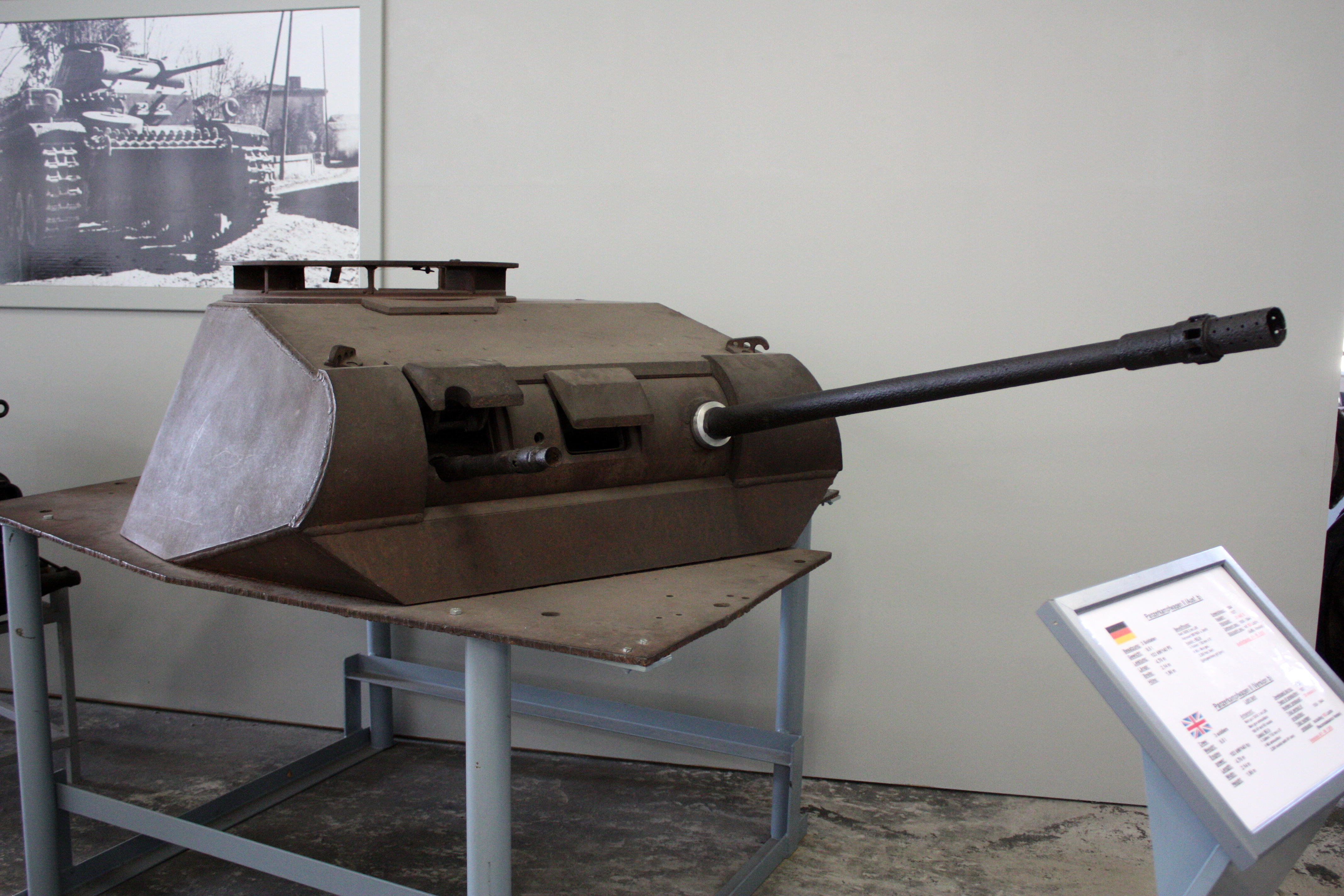
車載型のKwK 30

低空で来襲する敵戦闘機・爆撃機に対する迎撃用として、大口径対戦車ライフルであるゾロターン S-18/1100をフルオート化する形で開発された。これはヴェルサイユ条約で国内開発ができなかったものを、ラインメタル・ボルジーク社がスイスにある子会社であるゾロターン社に作らせたものであった。
Y字型の砲架に載せられ手動での全周旋回、-12度から+90までの砲身の俯仰が可能、移動には2輪型のゾンダーアンヘンガー51（51式特殊トレーラー）が用いられた。この砲は俯仰手、測距手×2、装填手、弾薬運搬手の5名で運用されるが、1940年から照準器の改良により測距手が1名のみとなった。
2cm Flak30は陸軍・海軍・空軍・武装SSの各軍で運用され、要塞や対空陣地、各種車輌や列車・艦艇に搭載され幅広く用いられた。また対空任務だけでなく、地上目標に対する制圧・支援射撃用としても威力を発揮している。
この砲は高い精度で作られ頑丈であったが、しかし日々高速化する敵機に対し発射速度が遅い（実用発射速度120発/分）ことが問題となり、モーゼル社の開発した2 cm Flak 38に主力の座を譲ることとなった。とはいえ本砲も終戦まで使われ続け、オランダおよび中華民国、フィンランドに輸出もされている。また本砲を元に戦車・装甲車の主砲用に改造された2cm Kwk30も生産され、II号戦車や装輪装甲車に搭載された。

## 登場作品

### ゲーム
『R.U.S.E.』
ドイツの対空機関砲として登場。
『WarThunder』
ドイツのII号戦車C型の主砲、多くの艦艇の艦載対空砲として登場。
『Enlisted』
軍事行動:ノルマンディー上陸作戦にてアメリカ軍、ドイツ軍の双方の工兵部隊が4連装Flak30を建設可能